# Mechanische Unkrautbekämpfung
Die mechanische Unkrautbekämpfung ist eine Methode zur Bekämpfung von Unkraut mit mechanischen Geräten, im Gegensatz zu Herbiziden entfernt sie Unkräuter physisch oder versucht ihr Wachstum durch nichtchemische Mittel zu hemmen.
Die mechanische Unkrautregulierung kann die negativen Auswirkungen auf Nahrungsketten, Grundwasser und Biodiversität verhindern. Sie unterliegt nicht der Resistenzbildung. Sie ist aber weniger effektiv als Herbizideinsatz, vor allem bei starkem Unkrautdruck oder bei bestimmten Unkrautarten.

## Methoden

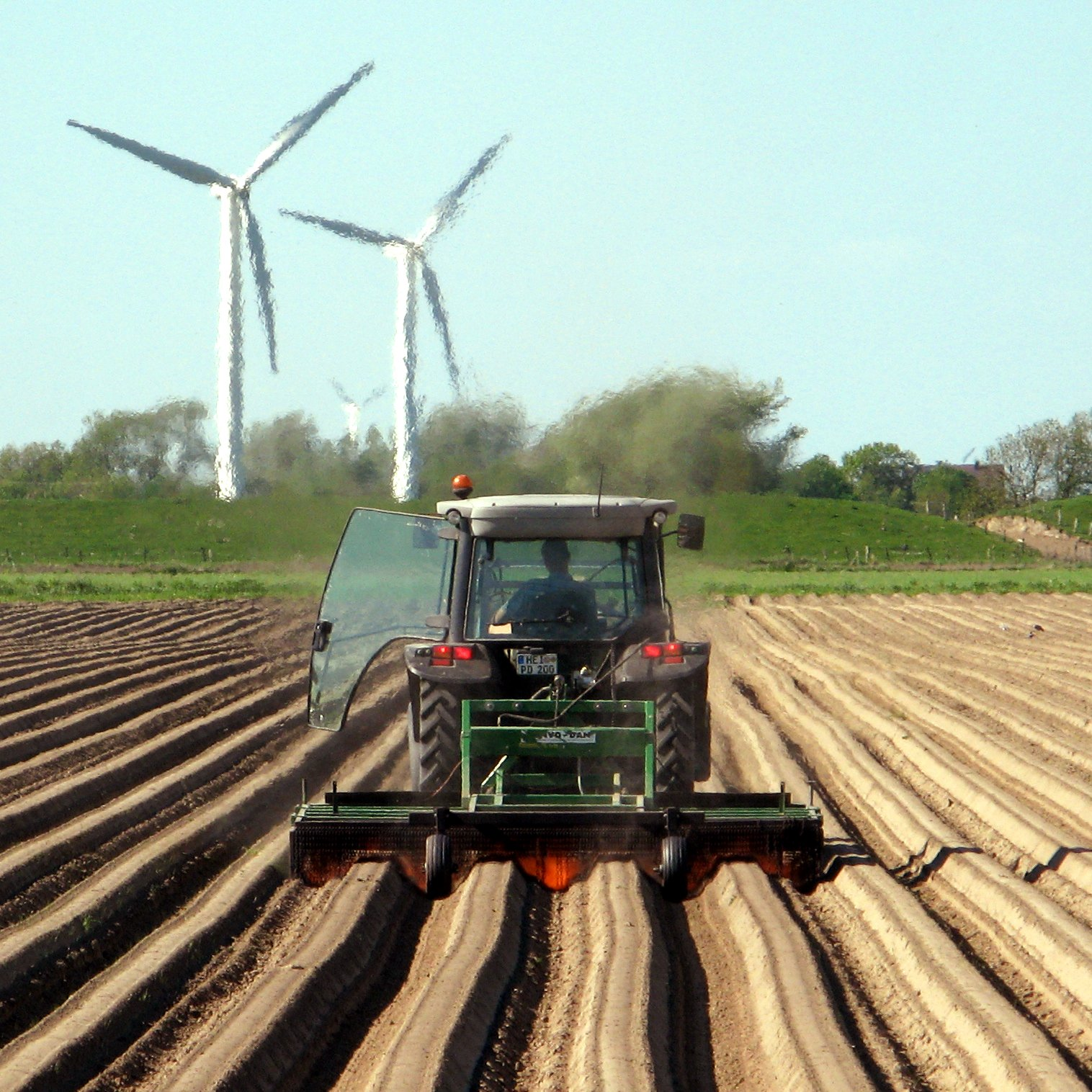
Abflammen der Dämme eines Kartoffelackers im Speicherkoog Dithmarschen

Jäten
Das Jäten ist Entfernung von Unkräutern mit der Hand oder durch Aushacken mit einem Handgrubber oder Schuffel. Es ist sehr arbeitsintensiv und nur sinnvoll in kleinen Gärten oder wenn der Einsatz von maschinellen Geräten nicht praktikabel ist. Jäten ist die ursprünglichste Form der mechanischen Unkrautregulierung.
Mechanisch-Maschinell
In der Landwirtschaft kommen Landmaschinen wie der Hackstriegel für ganzflächige Unkrautregulierung oder die Hackmaschine für Reihenkulturen zum Einsatz.
Mulchen
Beim Mulchen wird der Boden mit unverrotteten organischen Materialien (Mulch) bedeckt. Die Mulchschicht blockiert Sonnenlicht und erstickt Unkrautsamen, wodurch ihr Keimen und Wachstum gehemmt wird.
Abflammen
Beim Abflammen wird Unkraut mit Gasbrennern, seltener Ölbrennern, abgetötet.
elektrophysikalische Verfahren
Unter einem Anbaugerät mit zweireihig angeordneten Metallstreifen wird Strom über das Unkraut geleitet, der die Pflanzenzellen zerstört.
Robotik
Agrarroboter können durch Bilderkennung Unkraut erkennen und dann aushacken